# Maria Nurowska

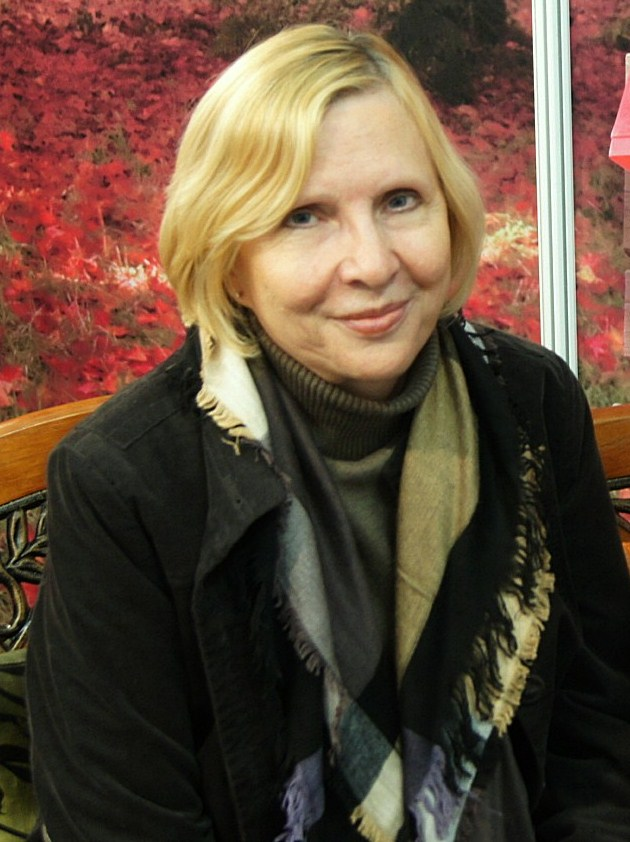
Maria Nurowska, 2012

Maria Nurowska (* 3. März 1944 in Okółek, damals Landkreis Sudauen in Ostpreußen, vorher und danach Suwałki in Polen; † 3. Februar 2022) war eine polnische Schriftstellerin. Sie zählt zu den meistgelesenen Autorinnen Polens.
Maria Nurowska studierte Polonistik und Slawistik an der Universität Warschau. Ihr erstes Werk veröffentlichte sie 1974 in der Zeitschrift Literatura. In Briefe der Liebe nahm sie das Leben der Holocaustüberlebenden Krystyna Żywulska auf. Sie starb nach langer Krankheit am 3. Februar 2022 im Alter von 77 Jahren.

## Werke
- Jenseits ist der Tod. (Roman Po tamtej stronie śmierć. Czytelnik, Warschau 1977), deutsch: Rowohlt Taschenbuch Verlag, Reinbek bei Hamburg 1981, ISBN 3-499-14781-5.
- Das Mädchen im Elfenbeinturm. (Erzählungen Reszta świata 1981, deutsch 1985)
- Ein anderes Leben gibt es nicht. (Roman Innego życia nie będzie 1987), deutsch 1994.
- Postscriptum für Anna und Miriam. (Roman Postscriptum 1989),
  - Fischer Taschenbuch Verlag, Frankfurt am Main 1991, ISBN 3-596-10309-6.
- Spanische Augen. (Roman Hiszpańskie oczy. Wydawnictwo Alfa, Warschau 1990) deutsch: S. Fischer Verlag, Frankfurt am Main 1993, als Taschenbuch, ISBN 3-596-13194-4.
- Briefe der Liebe. (Roman Listy miłości 1991, deutsch 1992, Neuausgabe Fischer Taschenbuch Verlag, Frankfurt/Main 2012, ISBN 978-3-596-12500-5)
- Ehespiele. (Roman Gry małżeńskie, Verlag Nowa, Warschau 1994, deutsch: S.Fischer Verlag, Frankfurt am Main 1995)
  - als Fischer-Taschenbuch, Frankfurt am Main 1999, ISBN 3-596-14381-0.
- Der russische Geliebte. (Roman Rosyjski kochanek 1996, deutsch in Übersetzung von Karin Wolff 1998), verfilmt 2008, Regie: Ulrich Stark
- Tango für drei. (Roman Tango dla trojga 1997), Übersetzung Bettina Eberspächer, S. Fischer Verlag, Frankfurt am Main, ISBN 3-596-14879-0.
- Wie ein Baum ohne Schatten. (Roman Miłośnica), Übersetzung Bettina Eberspächer, S. Fischer Verlag 2001, Frankfurt am Main, ISBN 3-596-14877-4.
- Dein Name geht dir voraus. (Roman Imię twoje 2002, deutsch 2007), Übersetzung Paulina Schulz, dtv, München, 2007, ISBN 978-3-423-24635-4